# جورج آگیلار
 جورج آگیلار (انگلیسی: Jorge Aguilar؛ زاده ۸ ژانویهٔ ۱۹۸۵) یک تنیس‌باز اهل شیلی است.